# Ichiyō Higuchi
Ichiyō Higuchi (樋口 一葉, Higuchi Ichiyō), 2 mai 1872 - 23 novembre 1896) est le nom de plume de l'écrivaine japonaise Higuchi Natsu (樋口奈津, Higuchi Natsu).

## Biographie
Higuchi Natsu naît à Tokyo, dans l'actuel arrondissement de Chiyoda, d'un père fonctionnaire à la municipalité. D'une famille de cinq enfants, la future Ichiyō est l'avant-dernière. Durant sa courte existence, elle déménagera pas moins de 12 fois. À l'âge de 14 ans, elle entre à l'Haginoya, une école de poésie tenue par la poétesse Nakajima Utako. Elle y apprend la composition du waka (poème de trente et une syllabes) d'inspiration classique. En 1887, elle souffre de la mort de son frère et de la faillite de l'affaire de son père, qui meurt de maladie peu après. Elle prend ainsi, à 17 ans, la tête de la famille Higuchi. Avec sa mère et sa jeune sœur, elle parvient à joindre les deux bouts en effectuant de petits travaux de couture et de blanchisserie. Higuchi Natsu décide bientôt de devenir romancière et prend alors le nom lettré d'Ichiyō, « Simple feuille », évoquant la modestie de sa condition sociale. C'est un auteur de « récits de divertissements » (gesaku), Nakarai Tōsui (1860-1926) qui la guide dans la rédaction de ses premiers textes. « Aux dires de la romancière dans son Journal, Nakarai lui en apprend moins sur l'art du roman que sur l'art d'aimer et d'être déçu. ». En juillet 1893, elle s'installe, avec sa mère et sa sœur, dans un endroit pauvre de Tokyo, à proximité du quartier des plaisirs de Yoshiwara. Là, les trois femmes géreront, durant un court laps de temps, une petite épicerie. En 1894 fut publiée sa première œuvre majeure, Ôtsugomori (大つごもり), puis l'année suivante, Takekurabe (たけくらべ), Nigorie (にごりえ), et Jūsanya (十三夜), qui connurent un succès tant auprès de la critique que du grand public.
Malgré une brève carrière et un nombre limité d'écrits, Higuchi est reconnue pour la qualité de ses ouvrages et considérée comme la première femme écrivain professionnelle de la littérature moderne japonaise. Elle apparaît, à ce titre, sur le nouveau billet de 5 000 yens, mis en circulation le 1er novembre 2004, devenant ainsi la deuxième femme à figurer sur un billet de banque, après l'Impératrice Jingo en 1881. C'est indéniablement sous le signe de la Lune, symbole de la mélancolie dans la tradition japonaise, qu'Ichiyō Higuchi inscrit son œuvre romanesque. L'astre nocturne est présent, en arrière-plan ou comme personnage à part entière, semblable à une « compagne discrète, hors d'atteinte, immobile et silencieuse, qui éclaire les injustices du monde, assiste sans jamais juger au combat auquel se livre, avec une énergie désespérée, en dessous d'elle, toute l'humanité. » (C. Dodane, op.cité)
Les récits de Higuchi Ichiyō sont consacrés, en outre, aux malheurs dévolus à la femme japonaise. Elles sont décrites comme les « premières victimes des mœurs, de la piété filiale notamment, de la pauvreté, d'un mauvais mari, ou encore de la prostitution. ».

## Liste des œuvres traduites en français
- Le Trente et un décembre (Ôtsugomori, 1894), nouvelle. Traduction d'André Geymond, dans Anthologie des nouvelles japonaises contemporaines, vol. 1, coll. "Du monde entier", Gallimard, Paris, 1986 ; repris dans Fleurs d'été et autres nouvelles japonaises, Folio Junior, 1996.
- Qui est le plus grand ? (Takekurabe, 1895), roman. Traduction d'André Geymond. Philippe Picquier, Arles, 1996.
- La Treizième nuit et autres récits. Traduction et présentation de Claire Dodane. Paris, Les Belles Lettres, 2008. Parmi les récits sont publiés, outre Jûsan.ya (La Treizième nuit, 1894), Jour de neige (Yuki no hi, 1893), Le Son du koto (Koto no ne, 1893), Fleur de cerisier dans la nuit (Yamizakura, 1892) et Eaux troubles (Nigorie, 1895), adapté à l'écran par Tadashi Imai en 1953.

## Adaptations cinématographiques
- 1939 : Ichiyō Higuchi (樋口一葉?) de Kyōtarō Namiki (film autobiographique)
- 1953 : Eaux troubles (にごりえ, Nigorie?) de Tadashi Imai
- 1955 : Croissance (たけくらべ, Takekurabe?) de Heinosuke Gosho